# Tabory (rejon taboriński)
Tabory (ros. Таборы) – wieś (sieło) w Rosji, w obwodzie swierdłowskim, ośrodek administracyjny rejonu taborińskiego. W 2010 liczyła 1885 mieszkańców.